# Doral Moore
Doral Lamont Larod Moore (Birmingham, Alabama, 21 de enero de 1997) es un exbaloncestista estadounidense. Con 2,16 metros de estatura, jugaba en la posición de pívot. 

## Trayectoria deportiva

### Universidad
Jugó tres temporadas con los Demon Deacons de la Universidad Wake Forest, en las que promedió 5,8 puntos, 4,8 rebotes y 1,2 tapones por partido.

#### Estadísticas
| Año     | Equipo      | PJ | PT | MPP  | %TC  | %3P | %TL  | RPP | APP | ROB | TPP | PPP  |
| ------- | ----------- | -- | -- | ---- | ---- | --- | ---- | --- | --- | --- | --- | ---- |
| 2015–16 | Wake Forest | 30 | 1  | 7.1  | 64.9 | 0.0 | 58.1 | 2.6 | 0.0 | 0.2 | 0.8 | 3.8  |
| 2016–17 | Wake Forest | 31 | 0  | 8.3  | 52.5 | 0.0 | 53.3 | 2.2 | 0.0 | 0.1 | 0.9 | 2.6  |
| 2017–18 | Wake Forest | 31 | 30 | 25.5 | 68.9 | 0.0 | 45.8 | 9.4 | 0.3 | 0.4 | 2.0 | 11.1 |
| Total   | Total       | 92 | 31 | 13.7 | 65.3 | 0.0 | 50   | 4.8 | 0.1 | 0.2 | 1.2 | 5.8  |

### Profesional
Tras no ser elegido en el Draft de la NBA de 2018, disputó las Ligas de Verano de la NBA con los Washington Wizards. El 30 de agosto fichó por los Memphis Grizzlies para disputar la pretemporada, pero fue despedido antes del comienzo de la competición. Días después fue incluido en la plantolla de los Memphis Hustle, el filial de los Grizzlies en la G League.